# Gonocarpus chinensis
Gonocarpus chinensis là một loài thực vật có hoa trong họ Haloragaceae. Loài này được (Lour.) Orchard miêu tả khoa học đầu tiên năm 1975.